# 大鲸港镇
大鲸港镇，是中华人民共和国湖南省常德市安乡县下辖的一个乡镇级行政单位。

## 行政区划
大鲸港镇下辖以下地区：
小湾社区、永乐社区、西城社区、丰凝港社区、七家村、屡丰村、五合楼村、偏湖洲村、新安村、安庆村、东南洲村和永和垸村。